# 史特靈 (澳洲國會選區)
史特靈選區（英語：Division of Stirling），曾經是澳大利亞西澳大利亞州的下議院選區，位於該州首府珀斯西北近郊。面積達77平方公里。
選區始於1955年，紀念首任州督詹姆士·史特靈。本區是自由黨和工黨爭持激動的選區，2004年2019年當區議員為自由黨的米高·基南，2019年至2022年當區議員為自由黨的文斯·康納利。
2021年8月2日，史特靈選區將會在下屆聯邦選舉中廢除，這個選區的選民將會被分派至科文、科廷、摩爾以及珀斯四個選區。